# Stigmella luteella
Stigmella luteella là một loài bướm đêm thuộc họ Nepticulidae. Nó được tìm thấy ở khắp châu Âu, trừ bán đảo Iberia và the Balkan Peninsula.
Sải cánh dài 4–5 mm. Con trưởng thành bay từ tháng 5 đến tháng 7.
Ấu trùng ăn Betula nana, Betula pendula và Betula pubescens. Chúng ăn lá nơi chúng làm tổ. 